# دنیای جادوگری
دنیای جادوگری که پیش‌تر با نام دنیای جادوگری جی.کی. رولینگ شناخته می‌شد، یک فرنچایز چندرسانه‌ای فانتزی بریتانیایی-آمریکایی و دنیای خیالی پیوسته به محوریت مجموعه فیلم‌هایی فانتزی منتشرشده توسط کمپانی برادران وارنر و بر اساس رمان‌های فانتزی هری پاتر اثر نویسندهٔ بریتانیایی جی. کی. رولینگ است. این فیلم‌ها از سال ۲۰۰۰ تولید شده‌اند و در این مدت یازده فیلم تولید شده است. این مجموعه روی‌هم‌رفته ۹/۲ میلیارد دلار در گیشهٔ جهانی فروش داشته و در ردهٔ سوم پرفروش‌ترین مجموعه فیلم‌های تاریخ بعد ازفرنچایز مارول وفرنچایز جنگ ستارگان قرار دارد.

## فیلم‌های هری پاتر
نوشتار اصلی: جانوران شگفت‌انگیز (مجموعه فیلم)
| فیلم                             | تاریخ انتشار   | کارگردان       | فیلم‌نامه‌نویس(ها) | تهیه‌کننده(ها)                           |
| -------------------------------- | -------------- | -------------- | ---------------- | --------------------------------------- |
| هری پاتر و سنگ جادو              | ۱۶ نوامبر ۲۰۰۱ | کریس کلمبوس    | استیو کلاوز      | دیوید هیمن                              |
| هری پاتر و تالار اسرار           | ۱۴ نوامبر ۲۰۰۲ | کریس کلمبوس    | استیو کلاوز      | دیوید هیمن                              |
| هری پاتر و زندانی آزکابان        | ۳۱ مه ۲۰۰۴     | آلفونسو کوارون | استیو کلاوز      | دیوید هیمن، کریس کلمبوس و مارک رادکلیف  |
| هری پاتر و جام آتش               | ۱۸ نوامبر ۲۰۰۵ | مایک نیوول     | استیو کلاوز      | دیوید هیمن                              |
| هری پاتر و محفل ققنوس            | ۱۱ ژوئیه ۲۰۰۷  | دیوید ییتس     | مایکل گلدنبرگ    | دیوید هیمن و دیوید بارون                |
| هری پاتر و شاهزاده دورگه         | ۱۵ ژوئیه ۲۰۰۹  | دیوید ییتس     | استیو کلاوز      | دیوید هیمن و دیوید بارون                |
| هری پاتر و یادگاران مرگ - قسمت ۱ | ۱۹ نوامبر ۲۰۱۰ | دیوید ییتس     | استیو کلاوز      | دیوید هیمن، دیوید بارون و جی.کی. رولینگ |
| هری پاتر و یادگاران مرگ - قسمت ۲ | ۱۵ ژوئیه ۲۰۱۱  | دیوید ییتس     | استیو کلاوز      | دیوید هیمن، دیوید بارون و جی.کی. رولینگ |

## فیلم‌های جانوران شگفت‌انگیز
| فیلم                                 | تاریخ انتشار   | کارگردان   | فیلم‌نامه‌نویس              | تهیه‌کنندگان                                           | وضعیت     |
| ------------------------------------ | -------------- | ---------- | ------------------------- | ----------------------------------------------------- | --------- |
| جانوران شگفت‌انگیز و زیستگاه آن‌ها     | ۱۸ نوامبر ۲۰۱۶ | دیوید ییتس | جی.کی. رولینگ             | دیوید هیمن، جی.کی. رولینگ، استیو کلاوز و لیونل ویگرام | منتشر شده |
| جانوران شگفت‌انگیز: جنایات گریندل‌والد | ۱۶ نوامبر ۲۰۱۸ | دیوید ییتس | جی.کی. رولینگ             | دیوید هیمن، جی.کی. رولینگ، استیو کلاوز و لیونل ویگرام | منتشر شده |
| جانوران شگفت‌انگیز: اسرار دامبلدور    | ۲۰۲۲           | دیوید ییتس | جی.کی. رولینگ استیو کلاوز | دیوید هیمن، جی.کی. رولینگ، استیو کلاوز و لیونل ویگرام | منتشر شده |

## هری پاتر و فرزند نفرین‌شده
در دسامبر ۲۰۱۳، جی.کی. رولینگ اعلام کرد که مشغول کار روی نمایش تئاتری مربوط به هری پاتر است و در ژوئن ۲۰۱۵ این نمایش رسماً هری پاتر و فرزند نفرین‌شده عنوان یافت. این نمایش دو قسمتی تئاتر وست اند که نمایش‌نامه‌نویس بریتانیایی، جک ثورن، آن را به رشتهٔ نگارش درآورده است، بر اساس داستانی کلی از ثورن، جان تیفانی و رولینگ است و تیفانی آن را کارگردانی می‌کند. داستان نمایش از نوزده سال پس از حوادث یادگاران مرگ آغاز می‌شود که در آن هری پاتر کارمند وزارت سحر و جادو است و ماجرا با آغاز سال تحصیلی پسر جوانش آلبوس سوروس پاتر در هاگوارتز شروع می‌شود. در ۲۰ دسامبر ۲۰۱۵ اعلام شد که جیمی پارکر با نوما دومزونی و پل ثورنلی نقش هری پاتر، هرمیون گرنجر و رون ویزلی را ایفا خواهند کرد. در ۷ ژوئن ۲۰۱۶، این نمایش برای اولین بار در کاخ تئاتر لندن برای پیش‌نمایش و در ۳۰ جولای به‌طور رسمی اجرا شد. یک روز پس از اولین اجرای رسمی نمایش، نمایشنامهٔ آن به صورت کتاب و به عنوان هشتمین کتاب از مجموعهٔ هری پاتر منتشر شد. این نمایش در ۲۲ مارس سال ۲۰۱۸ در سالن بازطراحی‌شدهٔ لیریک برادوی در نیویورک‌سیتی با حضور اکثر بازیگران اصلی نمایش روی صحنه خواهد رفت.

## بازیگران و شخصیت‌های اصلی
| شخصیت            | فیلم‌های هری پاتر (۲۰۰۱–۲۰۱۱)                                                       | فیلم‌های جانوران شگفت‌انگیز (۲۰۱۶–۲۰۲۲) | هری پاتر و فرزند نفرین‌شده                | هری پاتر و فرزند نفرین‌شده         |
| شخصیت            | فیلم‌های هری پاتر (۲۰۰۱–۲۰۱۱)                                                       | فیلم‌های جانوران شگفت‌انگیز (۲۰۱۶–۲۰۲۲) | بازیگران اصلی تئاتر وست اند (۲۰۱۶)       | بازیگران اصلی تئاتر برادوی (۲۰۱۸) |
| ---------------- | ---------------------------------------------------------------------------------- | ------------------------------------- | ---------------------------------------- | --------------------------------- |
| دلورس آمبریج     | ایملدا استنتون                                                                     |                                       | هلنا لیمبری                              | —                                 |
| سوروس اسنیپ      | آلن ریکمن                                                                          |                                       | پل بنتال                                 | —                                 |
| نیوت اسکمندر     | حضور در نوشتار                                                                     | ادی ردمین                             |                                          |                                   |
| بین (سانتور)     | جیسون پایپر                                                                        |                                       | نونو سیلوا                               | —                                 |
| آلبوس سوروس پاتر | آرتور بوون                                                                         |                                       | سم کلمت                                  | سم کلمت                           |
| هری پاتر         | دنیل ردکلیف                                                                        |                                       | جیمی پارکر                               | جیمی پارکر                        |
| جیمز سیریوس پاتر | ویل دان                                                                            |                                       | تام میلیگن                               | —                                 |
| لی‌لی پاتر        | جرالدین سامرویل                                                                    |                                       | آنابل بالدوین                            | —                                 |
| لی‌لی لونا پاتر   | دفنی د بیستیگویی                                                                   |                                       | زوئی براف کریستینا فری کریستیانا هاچینگز | —                                 |
| آموس دیگوری      | جف راولی                                                                           |                                       | بری مک‌کارتی                              | —                                 |
| سدریک دیگوری     | رابرت پتینسون                                                                      |                                       | تام میلیگن                               | —                                 |
| آلبوس دامبلدور   | ریچارد هریس مایکل گمبون توبی رگبوج                                                 | جود لا                                | بری مک‌کارتی                              | —                                 |
| دادلی دورسلی     | هری ملینگ                                                                          |                                       | جک نورث                                  | —                                 |
| پتونیا دورسلی    | فیونا شو                                                                           |                                       | هلنا لیمبری                              | —                                 |
| ورنون دورسلی     | ریچارد گریفیتس                                                                     |                                       | پل بنتال                                 | —                                 |
| ویکتور کرام      | استانیسلاو یانوسکی                                                                 |                                       | جک نورث                                  | —                                 |
| هرمیون گرنجر     | اما واتسون                                                                         |                                       | نوما دومزونی                             | نوما دومزونی                      |
| گلرت گریندل‌والد  | مایکل بایرنه جیمی باورج                                                            | کالین فارل جانی دپ                    |                                          |                                   |
| دراکو مالفوی     | تام فلتون                                                                          |                                       | الکس پرایس                               | الکس پرایس                        |
| اسکورپیوس مالفوی | برتی گیلبرت                                                                        |                                       | آنتونی بویل                              | آنتونی بویل                       |
| مینروا مک‌گوناگل  | مگی اسمیت                                                                          |                                       | سندی مک‌دید                               | —                                 |
| میرتل گریان      | شرلی هندرسون                                                                       |                                       | آنابل بالدوین                            | —                                 |
| کلاه گروه‌بندی    | لزلی فیلیپسص                                                                       |                                       | کریس جارمن                               | —                                 |
| لرد ولدمورت      | ایان هارتص ریچارد بره‌مرص کریستین کالسونج رالف فاینز هیرو فاینس-تیفینج فرانک دیلینج |                                       | پل بنتال                                 | —                                 |
| جینی ویزلی       | بانی رایت                                                                          |                                       | پاپی میلر                                | پاپی میلر                         |
| رون ویزلی        | روپرت گرینت                                                                        |                                       | پل ثورنلی                                | پل ثورنلی                         |
| رز گرنجر-ویزلی   | هلنا بارلو                                                                         |                                       | چرل اسکیت                                | —                                 |
| روبیوس هاگرید    | رابی کالترین                                                                       |                                       | کریس جارمن                               | —                                 |

## موسیقی
| عنوان                                             | تاریخ انتشار   | مدت زمان | آهنگساز           | Label                                     |
| ------------------------------------------------- | -------------- | -------- | ----------------- | ----------------------------------------- |
| هری پاتر و سنگ جادو (موسیقی متن)                  | ۳۰ اکتبر ۲۰۰۱  | ۷۳:۳۵    | جان ویلیامز       | وارنر سان‌ست نانساچ رکوردز آتلانتیک رکوردز |
| هری پاتر و تالار اسرار (موسیقی متن)               | ۱۲ نوامبر ۲۰۰۲ | ۷۰:۰۸    | جان ویلیامز       | وارنر سان‌ست نانساچ رکوردز آتلانتیک رکوردز |
| هری پاتر و زندانی آزکابان (موسیقی متن)            | ۲۵ مه ۲۰۰۴     | ۶۸:۳۷    | جان ویلیامز       | وارنر سان‌ست نانساچ رکوردز آتلانتیک رکوردز |
| هری پاتر و جام آتش (موسیقی متن)                   | ۱۵ نوامبر ۲۰۰۵ | ۷۵:۵۸    | پاتریک دویل       | وارنر سان‌ست                               |
| هری پاتر و محفل ققنوس (موسیقی متن)                | ۱۰ ژوئیه ۲۰۰۷  | ۵۲:۲۲    | نیکلاس هوپر       | وارنر سان‌ست                               |
| هری پاتر و شاهزاده دورگه (موسیقی متن)             | ۱۴ ژوئیه ۲۰۰۹  | ۶۲:۴۰    | نیکلاس هوپر       | نیولاین رکوردز                            |
| هری پاتر و یادگاران مرگ – قسمت اول (موسیقی متن)   | ۱۶ نوامبر ۲۰۱۰ | ۷۳:۳۸    | الکساندر دسپلا    | واتر تاور میوزیک                          |
| هری پاتر و یادگاران مرگ – قسمت دوم (موسیقی متن)   | ۱۲ ژوئیه ۲۰۱۱  | ۶۸:۲۶    | الکساندر دسپلا    | واتر تاور میوزیک                          |
| جانوران شگفت‌انگیز و زیستگاه آن‌ها (موسیقی متن)     | ۱۸ نوامبر ۲۰۱۶ | ۷۲:۰۰    | جیمز نیوتن هاوارد | واتر تاور میوزیک                          |
| جانوران شگفت‌انگیز: جنایات گریندل‌والد (موسیقی متن) | ۹ نوامبر ۲۰۱۸  | ۷۷:۱۷    | جیمز نیوتن هاوارد | واتر تاور میوزیک                          |

## استقبال

### عملکرد در گیشه
تا سال ۲۰۱۷، فیلم‌های دنیای جادوگری جی.کی. رولینگ در مجموع بیش از ۸٫۵ میلیارد دلار در گیشهٔ جهانی فروش داشته‌اند، و به این ترتیب پس از فیلم‌های دنیای سینمایی مارول، در جایگاه سوم پرفروش‌ترین فرنچایزهای سینمایی تاریخ قرار گرفته است. تمام فیلم‌ها بیش از ۷۹۰ میلیون دلار فروش داشته‌اند و همگی به جز زندانی آزکابان و جانوران شگفت‌انگیز در برهه‌ای در میان ده فیلم پرفروش تاریخ بوده‌اند. فیلم‌های هری پاتر با فروشی بیش از ۷٫۷ میلیارد دلار در گیشه، پرفروش‌ترین مجموعهٔ اقتباس شده از یک حق مالکیت هستند؛ همچنین هری پاتر حداقل ۳٫۵ میلیارد دلار در شبکهٔ خانگی درآمد داشته که با احتساب آن، کل هزینه‌های مصرف‌کنندگان این فیلم‌ها به بیش از ۱۱ میلیارد دلار می‌رسد. همچنین هر فیلم هری پاتر با احتساب تورم به‌طور متوسط بیش از ۱ میلیارد دلارفروش داشته است.
فروش یادگاران مرگ – قسمت دوم به بیش از ۱٫۳ میلیارد دلار رسید، سومین فیلم پرفروش تاریخ سینما شده و پرفروش‌ترین فیلم در فرنچایز دنیای جادوگری جی.کی. رولینگ است و پرفروش‌ترین فیلم سال ۲۰۱۱ بود. در ایالات متحده و کانادا، این فیلم رکورد فروش در یک روز و آخرهفتهٔ اکران را به ترتیب با ۹۱٬۰۷۱٬۱۱۹ دلار و ۱۶۹٬۱۸۹٬۴۲۷ دلار فروش شکست. علاوه بر این، فیلم با فروش جهانی ۴۸۳٬۱۸۹٬۴۲۷ دلار، رکورد فروش جهانی آخرهفتهٔ اکران را شکست. سنگ جادو و جام آتش نیز پرفروش‌ترین فیلم‌های سال ۲۰۰۱ و ۲۰۰۵ بودند؛ همچنین تالار اسرار، زندانی آزکابان، محفل ققنوس و شاهزادهٔ دورگه دومین فیلم پرفروش ۲۰۰۲، ۲۰۰۴، ۲۰۰۷ و ۲۰۰۹ بودند. یادگاران مرگ – قسمت اول سومین فیلم پرفروش سال ۲۰۱۰ شد (پس از داستان اسباب بازی ۳ و آلیس در سرزمین عجایب) و جانوران شگفت‌انگیز هشتمین فیلم پرفروش سال ۲۰۱۶ شد.
| فیلم                             | تاریخ انتشار     | فروش در گیشه     | فروش در گیشه     | فروش در گیشه     | فروش در گیشه     | رده در پرفروش‌ترین‌ها | رده در پرفروش‌ترین‌ها | بودجه            | منبع             |
| فیلم                             | تاریخ انتشار     | انگلستان         | آمریکا و کانادا  | سایر کشورها      | جهانی            | آمریکا و کانادا     | جهان                | بودجه            | منبع             |
| هری پاتر فیلم‌های                 | هری پاتر فیلم‌های | هری پاتر فیلم‌های | هری پاتر فیلم‌های | هری پاتر فیلم‌های | هری پاتر فیلم‌های | هری پاتر فیلم‌های    | هری پاتر فیلم‌های    | هری پاتر فیلم‌های | هری پاتر فیلم‌های |
| -------------------------------- | ---------------- | ---------------- | ---------------- | ---------------- | ---------------- | ------------------- | ------------------- | ---------------- | ---------------- |
| هری پاتر و سنگ جادو              | ۱۶ نوامبر ۲۰۰۱   | £۶۶٬۰۹۶٬۰۶۰      | $۳۱۷٬۵۷۵٬۵۵۰     | $۶۵۷٬۱۷۹٬۸۲۱     | $۹۷۴٬۷۵۵٬۳۷۱     | ۵۶                  | ۳۱                  | $۱۲۵ میلیون      | [ ۵۹ ]           |
| هری پاتر و تالار اسرار           | ۱۴ نوامبر ۲۰۰۲   | £۵۴٬۷۸۰٬۷۳۱      | $۲۶۱٬۹۸۸٬۴۸۲     | $۶۱۶٬۹۹۱٬۱۵۲     | $۸۷۸٬۹۷۹٬۶۳۴     | ۹۲                  | ۴۸                  | $۱۰۰ میلیون      | [ ۶۰ ]           |
| هری پاتر و زندانی آزکابان        | ۳۱ مه ۲۰۰۴       | £۴۵٬۶۱۵٬۹۴۹      | $۲۴۹٬۵۴۱٬۰۶۹     | $۵۴۷٬۱۴۷٬۴۸۰     | $۷۹۶٬۶۸۸٬۵۴۹     | ۱۰۸                 | ۶۴                  | $۱۳۰ میلیون      | [ ۶۱ ]           |
| هری پاتر و جام آتش               | ۱۸ نوامبر ۲۰۰۵   | £۴۸٬۳۲۸٬۸۵۴      | $۲۹۰٬۰۱۳٬۰۳۶     | $۶۰۶٬۸۹۸٬۰۴۲     | $۸۹۶٬۹۱۱٬۰۷۸     | ۷۹                  | ۴۴                  | $۱۵۰ میلیون      | [ ۶۲ ]           |
| هری پاتر و محفل ققنوس            | ۱۱ ژوئیه ۲۰۰۷    | £۴۹٬۱۳۶٬۹۶۹      | $۲۹۲٬۰۰۴٬۷۳۸     | $۶۴۷٬۸۸۱٬۱۹۱     | $۹۳۹٬۸۸۵٬۹۲۹     | ۷۵                  | ۴۰                  | $۱۵۰ میلیون      | [ ۶۳ ]           |
| هری پاتر و شاهزادهٔ دورگه         | ۱۵ ژوئیه ۲۰۰۹    | £۵۰٬۷۱۳٬۴۰۴      | $۳۰۱٬۹۵۹٬۱۹۷     | $۶۳۲٬۴۵۷٬۲۹۰     | $۹۳۴٬۴۱۶٬۴۸۷     | ۶۷                  | ۴۱                  | $۲۵۰ میلیون      | [ ۶۴ ]           |
| هری پاتر و یادگاران مرگ - قسمت ۱ | ۱۹ نوامبر ۲۰۱۰   | £۵۲٬۳۶۴٬۰۷۵      | $۲۹۵٬۹۸۳٬۳۰۵     | $۶۶۴٬۳۰۰٬۰۰۰     | $۹۶۰٬۲۸۳٬۳۰۵     | ۷۰                  | ۳۶                  | $۲۵۰ میلیون      | [ ۶۵ ]           |
| هری پاتر و یادگاران مرگ - قسمت ۲ | ۱۵ ژوئیه ۲۰۱۱    | £۷۳٬۰۹۴٬۱۸۷      | $۳۸۱٬۰۱۱٬۲۱۹     | $۹۶۰٬۵۰۰٬۰۰۰     | $۱٬۳۴۱٬۵۱۱٬۲۱۹   | ۲۸                  | ۸                   | $۲۵۰ میلیون      | [ ۶۶ ]           |
| جانوران شگفت‌انگیز فیلم‌های        |                  |                  |                  |                  |                  |                     |                     |                  |                  |
| جانوران شگفت‌انگیز و زیستگاه آنها | ۱۸ نوامبر ۲۰۱۶   | £۵۲٬۵۰۹٬۹۵۸      | $۲۳۴٬۰۳۷٬۵۷۵     | $۵۸۰٬۰۰۰٬۰۰۰     | $۸۱۴٬۰۳۷٬۵۷۵     | ۱۲۷                 | ۶۲                  | $۱۸۰ میلیون      | [ ۶۷ ]           |
| مجموع                            | مجموع            | £۴۹۲٬۷۷۹٬۶۹۴     | $۲,۶۲۴,۱۱۴,۱۷۱   | $۵,۹۱۳,۳۵۴,۹۷۶   | $۸,۵۳۷,۴۶۹,۱۴۷   | ۳                   | ۳                   | $۱٫۳۳۵ میلیارد   | [ ۶۸ ] [ ۶۹ ]    |

### واکنش منتقدین و مردم
تمامی فیلم‌ها از نظر مالی و نقدهای مثبت موفق بودند و این فرنچایز را به یکی از ستون‌های اصلی هالیوود همچون جیمز باند، جنگ ستارگان، ایندیانا جونز و دزدان دریایی کارائیب تبدیل کرد. مجموعهٔ هری پاتر به اذعان مخاطبان با انتشار هر فیلم رفته‌رفته تیره‌تر و پخته‌تر شد.
| فیلم                             | راتن تومیتوز     | متاکریتیک        | سینماسکور        |
| هری پاتر فیلم‌های                 | هری پاتر فیلم‌های | هری پاتر فیلم‌های | هری پاتر فیلم‌های |
| -------------------------------- | ---------------- | ---------------- | ---------------- |
| هری پاتر و سنگ جادو              | ۸۰٪ (۱۹۳ نقد)    | ۶۴ (۳۵ نقد)      | A                |
| هری پاتر و تالار اسرار           | ۸۲٪ (۲۳۱ نقد)    | ۶۳ (۳۵ نقد)      | A+               |
| هری پاتر و زندانی آزکابان        | ۹۰٪ (۲۵۲ نقد)    | ۸۲ (۴۰ نقد)      | A                |
| هری پاتر و جام آتش               | ۸۸٪ (۲۴۸ نقد)    | ۸۱ (۳۸ نقد)      | A                |
| هری پاتر و محفل ققنوس            | ۷۸٪ (۲۴۵ نقد)    | ۷۱ (۳۷ نقد)      | A−               |
| هری پاتر و شاهزادهٔ دورگه         | ۸۴٪ (۲۶۹ نقد)    | ۷۸ (۳۶ نقد)      | A−               |
| هری پاتر و یادگاران مرگ - قسمت ۱ | ۷۸٪ (۲۶۵ نقد)    | ۶۵ (۴۲ نقد)      | A                |
| هری پاتر و یادگاران مرگ - قسمت ۲ | ۹۶٪ (۳۱۵ نقد)    | ۸۷ (۴۱ نقد)      | A                |
| جانوران شگفت‌انگیز فیلم‌های        |                  |                  |                  |
| جانوران شگفت‌انگیز و زیستگاه آنها | ۷۴٪ (۲۸۴ نقد)    | ۶۶ (۵۰ نقد)      | A                |
| میانگین                          | ۸۳٪              | ۷۳               | A                |

### افتخارات

#### جوایز اسکار
هفت فیلم از ۹ فیلم در مجموع نامزد ۱۴ جایزهٔ اسکار شده‌اند. جانوران شگفت‌انگیز و زیستگاه آنها که در سال ۲۰۱۷ برندهٔ جایزهٔ بهترین طراحی لباس شد اولین فیلم از دنیای جادوگری جی.کی. رولینگ بود که برای برنده جایزه اسکار شد. پیش از برنده شدن این جایزه در سال ۲۰۱۷، این مجموعه پرفروش‌ترین فرنچایز ناکام در تاریخ جوایز اسکار بود که با ۱۲ نامزدی برندهٔ هیچ اسکاری نشده بود.
| فیلم                  | بهترین طراحی لباس | بهترین طراحی صحنه | بهترین موسیقی فیلم | بهترین جلوه‌های تصویری | بهترین فیلم‌برداری | بهترین چهره‌پردازی و آرایش مو |
| --------------------- | ----------------- | ----------------- | ------------------ | --------------------- | ----------------- | ---------------------------- |
| سنگ جادو              | نامزدشده          | نامزدشده          | نامزدشده           |                       |                   |                              |
| زندانی آزکابان        |                   |                   | نامزدشده           | نامزدشده              |                   |                              |
| جام آتش               |                   | نامزدشده          |                    |                       |                   |                              |
| شاهزادهٔ دورگه         |                   |                   |                    |                       | نامزدشده          |                              |
| یادگاران مرگ - قسمت ۱ |                   | نامزدشده          |                    | نامزدشده              |                   |                              |
| یادگاران مرگ - قسمت ۲ |                   | نامزدشده          |                    | نامزدشده              |                   | نامزدشده                     |
| جانوران شگفت‌انگیز     | برنده             | نامزدشده          |                    |                       |                   |                              |

#### جوایز بفتا
| فیلم                  | بهترین فیلم بریتانیایی | جایزه بفتای بهترین بازیگر نقش مکمل مرد | بهترین طراحی لباس | بهترین طراحی صحنه | بهترین چهره‌پردازی و آرایش مو | بهترین صدا | بهترین جلوه‌های ویژه |
| --------------------- | ---------------------- | -------------------------------------- | ----------------- | ----------------- | ---------------------------- | ---------- | ------------------- |
| سنگ جادو              | نامزدشده               | نامزدشده (رابی کالترین)                | نامزدشده          | نامزدشده          | نامزدشده                     | نامزدشده   | نامزدشده            |
| تالار اسرار           |                        |                                        |                   | نامزدشده          |                              | نامزدشده   | نامزدشده            |
| زندانی آزکابان        | نامزدشده               |                                        |                   | نامزدشده          | نامزدشده                     |            | نامزدشده            |
| جام آتش               |                        |                                        |                   | برنده             | نامزدشده                     |            | نامزدشده            |
| محفل ققنوس            |                        |                                        |                   | نامزدشده          |                              |            | نامزدشده            |
| شاهزادهٔ دورگه         |                        |                                        |                   | نامزدشده          |                              |            | نامزدشده            |
| یادگاران مرگ - قسمت ۱ |                        |                                        |                   |                   | نامزدشده                     |            | نامزدشده            |
| یادگاران مرگ - قسمت ۲ |                        |                                        |                   | نامزدشده          | نامزدشده                     | نامزدشده   | برنده               |
| جانوران شگفت‌انگیز     | نامزدشده               |                                        | نامزدشده          | برنده             |                              | نامزدشده   | نامزدشده            |

#### جوایز گرمی
| فیلم                  | بهترین موسیقی متن برای رسانهٔ تصویری | بهترین آهنگسازی با ساز |
| --------------------- | ----------------------------------- | ---------------------- |
| سنگ جادو              | نامزدشده                            | نامزدشده               |
| تالار اسرار           | نامزدشده                            |                        |
| زندانی آزکابان        | نامزدشده                            |                        |
| شاهزادهٔ دورگه         | نامزدشده                            |                        |
| یادگاران مرگ - قسمت ۲ | نامزدشده                            |                        |

## خارج از رسانه‌ها

### بازی‌های ویدئویی
| عنوان                              | تاریخ انتشار در آمریکا | توزیع‌کننده(ها)                      | سازنده            | پلتفرم                                                                  | پلتفرم                                                         | پلتفرم          |
| عنوان                              | تاریخ انتشار در آمریکا | توزیع‌کننده(ها)                      | سازنده            | کنسول‌ها                                                                 | کنسول‌های دستی                                                  | موبایل          |
| ---------------------------------- | ---------------------- | ----------------------------------- | ----------------- | ----------------------------------------------------------------------- | -------------------------------------------------------------- | --------------- |
| لگوساز: هری پاتر                   | ۲۶ اکتبر ۲۰۰۱          | گروه لگو                            | Superscape        | مایکروسافت ویندوز                                                       | –                                                              | –               |
| هری پاتر و سنگ جادو                | ۱۵ نوامبر ۲۰۰۱         | الکترونیک آرتس                      | Griptonite Games  | –                                                                       | گیم بوی ادونس، گیم بوی کالر                                    | –               |
| هری پاتر و سنگ جادو                | ۱۵ نوامبر ۲۰۰۱         | الکترونیک آرتس                      | KnowWonder        | مایکروسافت ویندوز                                                       | –                                                              | –               |
| هری پاتر و سنگ جادو                | ۱۵ نوامبر ۲۰۰۱         | الکترونیک آرتس                      | آرگونات گیمز      | پلی‌استیشن                                                               | –                                                              | –               |
| هری پاتر و سنگ جادو                | ۲۸ فوریه ۲۰۰۲          | الکترونیک آرتس                      | آسپیر             | مک‌اواس                                                                  | –                                                              | –               |
| هری پاتر و سنگ جادو                | ۹ دسامبر ۲۰۰۳          | الکترونیک آرتس                      | Warthog           | نینتندو گیم‌کیوب، پلی‌استیشن ۲، اکس‌باکس (برند)                            | –                                                              | –               |
| هری پاتر و تالار اسرار             | ۵ نوامبر ۲۰۰۲          | الکترونیک آرتس                      | یوروکام           | گیم‌کیوب، پلی‌استیشن ۲، اکس‌باکس                                           | گیم بوی ادونس                                                  | –               |
| هری پاتر و تالار اسرار             | ۵ نوامبر ۲۰۰۲          | الکترونیک آرتس                      | KnowWonder        | مایکروسافت ویندوز                                                       | –                                                              | –               |
| هری پاتر و تالار اسرار             | ۵ نوامبر ۲۰۰۲          | الکترونیک آرتس                      | Griptonite Games  | –                                                                       | گیم بوی کالر                                                   | –               |
| هری پاتر و تالار اسرار             | ۵ نوامبر ۲۰۰۲          | الکترونیک آرتس                      | Argonaut Games    | پلی‌استیشن                                                               | –                                                              | –               |
| هری پاتر و تالار اسرار             | ۱۰ آوریل ۲۰۰۳          | الکترونیک آرتس                      | Aspyr             | مک‌اواس ده                                                               | –                                                              | –               |
| لگوساز: هری پاتر و تالار اسرار     | ۱۵ نوامبر ۲۰۰۲         | الکترونیک آرتس گروه لگو             | Qube Software     | مایکروسافت ویندوز                                                       | –                                                              | –               |
| هری پاتر: جام جهانی کوییدیچ        | ۲۸ اکتبر ۲۰۰۳          | الکترونیک آرتس                      | Magic Pockets     | گیم‌کیوب، مایکروسافت ویندوز، پلی‌استیشن ۲، اکس‌باکس                        | گیم بوی ادونس                                                  | –               |
| هری پاتر و زندانی آزکابان          | ۲۵ مه ۲۰۰۴             | الکترونیک آرتس                      | KnowWonder        | مایکروسافت ویندوز                                                       | –                                                              | –               |
| هری پاتر و زندانی آزکابان          | ۲۵ مه ۲۰۰۴             | الکترونیک آرتس                      | Griptonite Games  | –                                                                       | گیم بوی ادونس                                                  | –               |
| هری پاتر و زندانی آزکابان          | ۲ ژوئن ۲۰۰۴            | الکترونیک آرتس                      | EA UK             | گیم‌کیوب، پلی‌استیشن ۲، اکس‌باکس                                           | –                                                              | –               |
| هری پاتر و جام آتش                 | ۸ نوامبر ۲۰۰۵          | الکترونیک آرتس                      | EA UK             | گیم‌کیوب، مایکروسافت ویندوز، پلی‌استیشن ۲، اکس‌باکس                        | گیم بوی ادونس، نینتندو دی‌اس، پلی‌استیشن همراه                   | –               |
| هری پاتر و محفل ققنوس              | ۲۵ ژوئن ۲۰۰۷           | الکترونیک آرتس                      | EA UK             | مایکروسافت ویندوز، پلی‌استیشن ۲، پلی‌استیشن ۳، اکس‌باکس ۳۶۰، وی، مک‌اواس ده | گیم بوی ادونس، نینتندو دی‌اس، پلی‌استیشن قابل‌حمل                 | –               |
| هری پاتر و شاهزاده دورگه           | ۳۰ ژوئن ۲۰۰۹           | الکترونیک آرتس                      | ئی‌ای برایت لایت   | مایکروسافت ویندوز، پلی‌استیشن ۲، پلی‌استیشن ۳، اکس‌باکس ۳۶۰، وی، مک‌اواس ده | نینتندو دی‌اس، پلی‌استیشن قابل‌حمل                                | مختلف           |
| لگو هری پاتر: سال ۱–۴              | ۲۹ ژوئن ۲۰۱۰           | وارنر برادرز. اینتراکتیو انترتینمنت | ترولرز تیلز       | مایکروسافت ویندوز، پلی‌استیشن ۳، اکس‌باکس ۳۶۰، وی                         | نینتندو دی‌اس، پلی‌استیشن قابل‌حمل                                | آی‌اواس، اندروید |
| لگو هری پاتر: سال ۱–۴              | ۲ فوریه ۲۰۱۱           | فرال اینتراکتیو                     | ترولرز تیلز       | اواس ده                                                                 | –                                                              | –               |
| لگو هری پاتر: سال ۱–۴              | ۱۸ اکتبر ۲۰۱۶          | وارنر برادرز. اینتراکتیو انترتینمنت | ترولرز تیلز       | پلی‌استیشن ۴                                                             | –                                                              | –               |
| هری پاتر و یادگاران مرگ - قسمت اول | ۱۶ نوامبر ۲۰۱۰         | الکترونیک آرتس                      | EA Bright Light   | مایکروسافت ویندوز، پلی‌استیشن ۳، اکس‌باکس ۳۶۰، وی                         | نینتندو دی‌اس                                                   | مختلف           |
| هری پاتر و یادگاران مرگ - قسمت دوم | ۱۲ ژوئیه ۲۰۱۱          | الکترونیک آرتس                      | EA Bright Light   | مایکروسافت ویندوز، پلی‌استیشن ۳، اکس‌باکس ۳۶۰، وی                         | نینتندو دی‌اس                                                   | مختلف           |
| هری پاتر لگو: سال‌های ۵–۷           | ۱۱ نوامبر ۲۰۱۱         | وارنر برادرز. اینتراکتیو انترتینمنت | Traveller's Tales | مایکروسافت ویندوز، پلی‌استیشن ۳، اکس‌باکس ۳۶۰، وی                         | نینتندو ۳دی‌اس، نینتندو دی‌اس، پلی‌استیشن قابل‌حمل، پلی‌استیشن ویتا | آی‌اواس، اندروید |
| هری پاتر لگو: سال‌های ۵–۷           | ۷ مارس ۲۰۱۲            | Feral Interactive                   | Traveller's Tales | اواس ده                                                                 | –                                                              | –               |
| هری پاتر لگو: سال‌های ۵–۷           | ۱۸ اکتبر ۲۰۱۶          | وارنر برادرز. اینتراکتیو انترتینمنت | Traveller's Tales | پلی‌استیشن ۴                                                             | –                                                              | –               |
| هری پاتر برایکینکت                 | ۹ اکتبر ۲۰۱۲           | وارنر برادرز. اینتراکتیو انترتینمنت | Eurocom           | اکس‌باکس ۳۶۰                                                             | –                                                              | –               |
| کتاب وردها                         | ۱۳ نوامبر ۲۰۱۲         | سونی اینتراکتیو انترتینمنت          | SCE London Studio | پلی‌استیشن ۳                                                             | –                                                              | –               |
| کتاب معجون‌ها                       | ۱۲ نوامبر ۲۰۱۳         | سونی اینتراکتیو انترتینمنت          | SCE London Studio | پلی‌استیشن ۳                                                             | –                                                              | –               |